# Liste der Kulturgüter in Obergoms
Die Liste der Kulturgüter in Obergoms enthält alle Objekte in der Gemeinde Obergoms im Kanton Wallis, die gemäss der Haager Konvention zum Schutz von Kulturgut bei bewaffneten Konflikten, dem Bundesgesetz vom 20. Juni 2014 über den Schutz der Kulturgüter bei bewaffneten Konflikten sowie der Verordnung vom 29. Oktober 2014 über den Schutz der Kulturgüter bei bewaffneten Konflikten unter Schutz stehen.
Objekte der Kategorien A und B sind vollständig in der Liste enthalten, Objekte der Kategorie C fehlen zurzeit (Stand: 1. Januar 2023).

## Kulturgüter
| Foto |                                                                                 | Objekt                                               | Kat. | Typ | Standort                                    | Beschreibung |
| ---- | ------------------------------------------------------------------------------- | ---------------------------------------------------- | ---- | --- | ------------------------------------------- | ------------ |
| ja   | Datei hochladen · Wikidata zu Dampfbahn Furka-Bergstrecke (Q666898)             | Furkabahn (Adhäsions-/Zahnradbahn) KGS-Nr.: 10362    | A    | X   | Oberwald 669420 / 153680                    |              |
| BW   | Datei hochladen · Wikidata zu Beinhaus (Fresken) (Q29892371)                    | Beinhaus KGS-Nr.: 06912                              | B    | G   | Obergesteln, Oberdorf 667992 / 151879       |              |
| ja   | Datei hochladen · Wikidata zu Festungsbatterie Galenhütten (Q29892374)          | Festungsbatterie Galenhütten KGS-Nr.: 06914          | B    | G   | Oberwald, Militärstrasse 14 673000 / 158894 |              |
| ja   | Datei hochladen · Wikidata zu Hotelsiedlung Seiler Glacier du Rhône (Q29892381) | Hotelsiedlung Seiler Glacier du Rhône KGS-Nr.: 06916 | B    | G   | Gletsch 670780 / 157220                     |              |
| ja   | Datei hochladen · Wikidata zu Kirche Heilig Kreuz (Q29892375)                   | Kirche Heilig Kreuz KGS-Nr.: 06918                   | B    | G   | Oberwald, Furkastrasse 279 669794 / 154098  |              |
| ja   | Datei hochladen · Wikidata zu Kirche St. Nikolaus (Q29892377)                   | Kirche St. Nikolaus KGS-Nr.: 07150                   | B    | G   | Ulrichen, Furkastrasse 15 666386 / 150943   |              |
| ja   | Datei hochladen · Wikidata zu (Q29892379)                                       | Ladstegbrücke im Eginental KGS-Nr.: 07151            | B    | G   | Ulrichen, Nufenenstrasse 671379 / 147769    |              |
| BW   | Datei hochladen · Wikidata zu Sankt Anna zum Loch (Q29892386)                   | Kapelle St. Anna KGS-Nr.: 07152                      | B    | G   | Ulrichen, Waldweg 362 667520 / 150719       |              |
| ja   | Datei hochladen · Wikidata zu Sankt Martin von Tours (Q109249649)               | Pfarrkirche Hl. Martin von Tours KGS-Nr.: 17326      | B    | G   | Obergesteln, Kirchweg 2 667977 / 151889     |              |
| BW   | Datei hochladen                                                                 | Wirtshaus zum Gletsch KGS-Nr.: 17338                 | B    | G   | Gletsch, Furkastrasse 341 670776 / 157209   |              |
| BW   | Datei hochladen                                                                 | Beinhaus KGS-Nr.: 17339                              | B    | G   | Oberwald, Furkastrasse 277 669790 / 154090  |              |
| ja   | Datei hochladen · Wikidata zu Hotel Belvédère (Q65515704)                       | Hotel Belvedere KGS-Nr.: 17340                       | B    | G   | Gletsch, Furkastrasse 378 672804 / 158821   |              |